# Heimbach (Gilserberg)
Heimbach ist ein etwa 100 Einwohner zählender Ortsteil der Gemeinde Gilserberg im nordhessischen Schwalm-Eder-Kreis.

## Geographische Lage
Heimbach ist der westlichste Ortsteil von Gilserberg und damit auch der westlichste Ort im Schwalm-Eder-Kreis. Das Dorf liegt im Tal des gleichnamigen Heimbachs, der gut 1 km nordöstlich des Ortes entspringt und nach Westen in die Wohra fließt. Der Ortskern befindet sich südlich des Baches am Nordhang des 373 m hohen Burgberges, auf dem sich die Heimburg (auch Raubenburg genannt) befand, vor der heute nur noch wenige Reste erhalten sind.
Durch Heimbach führt die Landesstraße 3342, die beim südöstlichen Nachbarort Lischeid von der Bundesstraße 3 abzweigt und über den nordwestlichen Nachbarort Schiffelbach nach Gemünden führt. Sie folgt dem alten westlichen Abstecher des Sälzer Wegs von Treysa nach Mellnau.

## Geschichte
Heimbach wurde soweit bekannt im Jahr 1243 als Hembach erstmals urkundlich erwähnt. Ab etwa Mitte des 13. Jahrhunderts war das Adelsgeschlecht von Heimbach auf der Heimburg (Raubenburg) südlich des Ortes ansässig. Anfang des 14. Jahrhunderts bildete Heimbach ein eigenes Gericht in der Grafschaft Ziegenhain. Zeitweise wurde der Ort vom Amt Gemünden verwaltet, später gehörte er zum Amt Schönstein, zum Amt Treysa und zum Landkreis Ziegenhain.
Zum 31. Dezember 1971 fusionierten im Zuge der Gebietsreform in Hessen die bis dahin selbstständigen Gemeinden Gilserberg, Heimbach, Lischeid, Sachsenhausen, Schönau und Winterscheid freiwillig zur Großgemeinde Gilserberg. Für alle nach Gilserberg eingegliederten ehemals eigenständigen Gemeinden wurden Ortsbezirke mit Ortsbeirat und Ortsvorsteher nach der Hessischen Gemeindeordnung gebildet.

## Bevölkerung
Einwohnerstruktur 2011
Nach den Erhebungen des Zensus 2011 lebten am Stichtag, dem 9. Mai 2011, in Heimbach 78 Einwohner. Darunter waren keine Ausländer.
Nach dem Lebensalter waren 9 Einwohner unter 18 Jahren, 27 zwischen 18 und 49, 18 zwischen 50 und 64 und 21 Einwohner waren älter.
Die Einwohner lebten in 36 Haushalten. Davon waren 9 Singlehaushalte, 12 Paare ohne Kinder und 12 Paare mit Kindern, sowie 3 Alleinerziehende und keine Wohngemeinschaften. In 6 Haushalten lebten ausschließlich Senioren und in 21 Haushaltungen lebten keine Senioren.
Einwohnerentwicklung
| Quelle: Historisches Ortslexikon |                |
| • 1584:                          | 20 Hausgesesse |
| • 1630:                          | 8 Einläuftige  |
| • 1681:                          | 7 Hausgesesse  |
| • 1747:                          | 26 Hausgesesse |

| Heimbach: Einwohnerzahlen von 1834 bis 2016 | Heimbach: Einwohnerzahlen von 1834 bis 2016 | Heimbach: Einwohnerzahlen von 1834 bis 2016 | Heimbach: Einwohnerzahlen von 1834 bis 2016 | Heimbach: Einwohnerzahlen von 1834 bis 2016 |
| --- | ------------------------------------------- | ------------------------------------------- | ------------------------------------------- | ------------------------------------------- |
| Jahr |                                             |                                             |                                             | Einwohner                                   |
| 1834 | 1834                                        |                                             | 181                                         | 181                                         |
| 1840 | 1840                                        |                                             | 169                                         | 169                                         |
| 1846 | 1846                                        |                                             | 177                                         | 177                                         |
| 1852 | 1852                                        |                                             | 172                                         | 172                                         |
| 1858 | 1858                                        |                                             | 161                                         | 161                                         |
| 1864 | 1864                                        |                                             | 166                                         | 166                                         |
| 1871 | 1871                                        |                                             | 150                                         | 150                                         |
| 1875 | 1875                                        |                                             | 134                                         | 134                                         |
| 1885 | 1885                                        |                                             | 134                                         | 134                                         |
| 1895 | 1895                                        |                                             | 147                                         | 147                                         |
| 1905 | 1905                                        |                                             | 136                                         | 136                                         |
| 1910 | 1910                                        |                                             | 139                                         | 139                                         |
| 1925 | 1925                                        |                                             | 138                                         | 138                                         |
| 1939 | 1939                                        |                                             | 131                                         | 131                                         |
| 1946 | 1946                                        |                                             | 195                                         | 195                                         |
| 1950 | 1950                                        |                                             | 177                                         | 177                                         |
| 1956 | 1956                                        |                                             | 140                                         | 140                                         |
| 1961 | 1961                                        |                                             | 126                                         | 126                                         |
| 1967 | 1967                                        |                                             | 127                                         | 127                                         |
| 1980 | 1980                                        |                                             | ?                                           | ?                                           |
| 1990 | 1990                                        |                                             | ?                                           | ?                                           |
| 2000 | 2000                                        |                                             | ?                                           | ?                                           |
| 2011 | 2011                                        |                                             | 87                                          | 87                                          |
| 2016 | 2016                                        |                                             | 80                                          | 80                                          |
| Datenquelle: Historisches Gemeindeverzeichnis für Hessen: Die Bevölkerung der Gemeinden 1834 bis 1967. Wiesbaden: Hessisches Statistisches Landesamt, 1968. Weitere Quellen: LAGIS; Gemeinde Gilserberg; Zensus 2011 |                                             |                                             |                                             |                                             |

Historische Religionszugehörigkeit
| Quelle: Historisches Ortslexikon |                                                                                          |
| • 1861:                          | 154 evangelisch-reformierte (= 99,4 %), ein evangelisch-lutherischer ( 0,6 %) Einwohner. |
| • 1885:                          | 134 evangelische (=100 %) Einwohner                                                      |
| • 1961:                          | 122 evangelische (= 96,83 %), 2 katholische (= 1,59 %) Einwohner                         |

Historische Erwerbstätigkeit
| • 1838 | Familien: 18 Ackerbau, zwei Gewerbe, fünf Tagelöhner.                                                                            |
| • 1961 | Erwerbspersonen: 57 Land- und Forstwirtschaft, 10 produzierendes Gewerbe, 6 Handel und Verkehr, 3 Dienstleistungen und Sonstiges |

## Politik
Für Heimbach besteht ein Ortsbezirk (Gebiete der ehemaligen Gemeinde Heimbach) mit Ortsbeirat und Ortsvorsteher nach der Hessischen Gemeindeordnung.
Der Ortsbeirat besteht aus drei Mitgliedern. Bei den Kommunalwahlen in Hessen 2021 kam kein Ortsbeirat zustande.